# Carolina (Taylor Swift)
Carolina è un singolo della cantante statunitense Taylor Swift, pubblicato il 24 giugno 2022 come primo estratto dalla colonna sonora del film La ragazza della palude (Where the Crawdads Sing).

## Pubblicazione
La ragazza della palude (Where the Crawdads Sing) è un film drammatico con protagonista Daisy Edgar-Jones, diretto da Olivia Newman e prodotto da Reese Witherspoon. È un adattamento cinematografico dell'omonimo romanzo del 2018 scritto dall'autrice americana Delia Owens. La storia ruota attorno a una giovane ragazza che è cresciuta in una palude nella Carolina del Nord e diventa sospettata dell'omicidio di un uomo che una volta la perseguitava sentimentalmente.
Il primo trailer del film è stato rilasciato il 22 marzo 2022 e presentava Carolina in sottofondo. Il trailer ha anche rivelato che la canzone è stata scritta ed eseguita dalla cantautrice americana Taylor Swift. Un altro frammento della canzone è stato diffuso attraverso un trailer del film più lungo il 22 maggio 2022. La data di uscita della canzone è stata anticipata dall'account Instagram ufficiale del film, quando il 22 giugno hanno pubblicato una serie di post con didascalie in maiuscolo, che recitavano insieme "Carolina This Thursday". Il giorno successivo, la data di uscita della canzone è stata confermata essere il 24 giugno 2022. Un video con la versione lunga della canzone e un lyric video con la versione breve della canzone sono stati caricati su YouTube per accompagnare l'uscita del singolo.

## Descrizione
Carolina è stata scritta da Taylor Swift e prodotta da lei e Aaron Dessner, con il quale aveva collaborato ai suoi album in studio del 2020, Folklore ed Evermore. Secondo Witherspoon, Taylor Swift ha scritto la canzone mentre lavorava a Folklore, ma non ha rivelato di aver scritto Carolina fino a quando non ha finito la canzone. Swift ha dichiarato su Instagram che le è piaciuto il romanzo originale della Owens, e non appena ha scoperto di un adattamento cinematografico in lavorazione, ha voluto far parte della sua colonna sonora. Ha rivelato che mirava a creare una canzone "ossessionante ed eterea" che catturasse la storia "ipnotizzante" del romanzo.
Carolina è inclusa nei titoli di coda del film e Newman ha affermato che "riflette il tono del finale della storia". Incorpora elementi della musica popolare americana e della musica folk degli Appalachi. Il brano è stato registrato in un'unica ripresa e presenta solo strumenti disponibili prima del 1953, all'incirca nel periodo in cui si svolgono gli eventi del film stesso: strumenti acustici come mandolino, violino, dolci strimpellate di chitarra e archi "travolgenti". Il testo è fortemente ispirato dalla natura. La voce di Swift nella canzone è un registro breathy inferiore.

## Accoglienza
Il giornalista di People Jack Irvin ha descritto Carolina come una "ballata ossessionante" con testi che parlano di "muoversi furtivamente attraverso vari luoghi senza essere visti". Il critico di Variety Chris Willman riene che la canzone ricordi stilisticamente la musica di Folklore ed Evermore "nella loro forma più folk e sommessa". Emily Zemler e Kat Bouza hanno recensito la canzone per Rolling Stone, dichiarano che la canzone "ossessionante" evoca l'ambientazione nascosta del film e il tono "elegiaco" delle ballate folk degli Appalachi e hanno elogiato la voce "ultraterrena e simile a una sirena" di Taylor Swift. Will Lavin di NME ha descritto la voce di Swift come "soprannaturale".

## Tracce
Testi e musiche di Taylor Swift.
1. Carolina (From the Motion Picture Where the Crawdads Sing) – 4:24
2. Carolina (Where the Crawdads Sing – Video Edition) – 2:44

## Classifiche
| Classifica (2022) | Posizione massima |
| ----------------- | ----------------- |
| Canada            | 49                |
| Irlanda           | 42                |
| Regno Unito       | 63                |
| Stati Uniti       | 60                |
| Vietnam           | 51                |